# Паромоміцин
Паромоміцин — природний антибіотик та антипротозойний препарат з групи аміноглікозидів.Вироблення препарату передбачає використання продуктів життєдіяльності Streptomyces krestomuceticus. Препарат був уперше виділений у 50-х роках XX століття. Паромоміцин відноситься до аміноглікозидів І покоління і застосовується перорально.

## Фармакологічні властивості
Паромоміцин — природний антибіотик та антипротозойний препарат з групи аміноглікозидів І покоління. Препарат діє бактерицидно та протозоацидно, порушуючи синтез білка в клітинах мікроорганізмів. до паромоміцину чутливі більшість грампозитивних та грамнегативних бактерій, найчутливішими є сальмонелли та шиґели; проте найчутливішими до препарату є найпростіші — амеби, лямблії, лейшманії та криптоспоридії. Препарат застосовується виключно перорально. Паромоміцин при пероральному прийомі майже не всмоктується, діє виключно в просвіті кишечнику. Всмоктування препарату в шлунково-кишковому тракті можливе при виразкових ураженнях кишечнику або при виражених порушеннях моторно-евакуаторної функції кишечнику. Виводиться препарат з організму в незміненому вигляді з калом. При нирковій недостатності можливе збільшення концентрації паромоміцину в крові хворих, особливо при супутній патології травної системи.

## Показання до застосування
Паромоміцин застосовується при кишковому амебіазі, криптоспоридіозі (у тому числі при СНІДі), ентероколітах та гастроентероколітах змішаної (бактеріально-протозойної) етіології. Препарат може застосовуватися місцево при шкірній формі лейшманіозу.

## Побічна дія
При застосуванні паромоміцину можливі наступні побічні ефекти: нудота, блювання, біль в епігастрії, анорексія, стеаторея, діарея (частіше при застосуванні у дозі більше 3 г/добу). При всмоктуванні препарату можлива поява головного болю, запаморочення, висипань на шкірі; а також проявів нефротоксичності — інтерстиціального нефриту, протеїнурії; та ототоксичності — зниження гостроти слуху та ураження вестибулярного апарату.

## Протипокази
Паромоміцин протипоказаний при підвищеній чутливості до препарату, важкій нирковій недостатності, виразково-ерозивних ураженнях травної системи, кишковій непрохідності, вагітності та годуванні грудьми. Препарат з обережністю застосовують у осіб похилого віку у зв'язку з віковим пониженням слуху та зниженням функції нирок.

## Форми випуску
Паромоміцин випускається у вигляді таблеток та желатинових капсул по 0,25 г. та сиропу для прийому всередину у флаконах по 60 мл. Для місцевого застосування випускається у виглядщі 15% мазі (із додаванням метилбензетонію).